# UFC Fight Night: Thompson vs. Pettis
UFC Fight Night: Thompson vs. Pettis (noto anche come UFC on ESPN+ 6 oppure UFC Fight Night 148) è stato un evento di arti marziali miste tenuto dalla Ultimate Fighting Championship il 23 marzo 2019 alla Bridgestone Arena di Nashville, negli Stati Uniti.

## Risultati
|                          | Divisione              |                 |                 |                     | Metodo                                  | Round           | Tempo           | Premio          |
| Card Principale          | Card Principale        | Card Principale | Card Principale | Card Principale     | Card Principale                         | Card Principale | Card Principale | Card Principale |
| ------------------------ | ---------------------- | --------------- | --------------- | ------------------- | --------------------------------------- | --------------- | --------------- | --------------- |
|                          | Pesi welter            | Anthony Pettis  | batte           | Stephen Thompson    | KO (pugni)                              | 2               | 4:55            | POTN            |
|                          | Pesi massimi           | Curtis Blaydes  | batte           | Justin Willis       | Decisione unanime (30-27, 30-26, 30-25) | 3               | 5:00            |                 |
|                          | Pesi leggeri           | John Makdessi   | batte           | Jesús Pinedo        | Decisione unanime (30-27, 30-27, 29-28) | 3               | 5:00            |                 |
|                          | Pesi mosca             | Jussier Formiga | batte           | Deiveson Figueiredo | Decisione unanime (30-27, 29-28, 29-28) | 3               | 5:00            |                 |
|                          | Catchweight (67,35 kg) | Luis Peña       | batte           | Steven Peterson     | Decisione unanime (30-27, 30-27, 30-27) | 3               | 5:00            |                 |
|                          | Pesi mosca femminili   | Maycee Barber   | batte           | JJ Aldrich          | KO tecnico (ginocchiata e pugni)        | 2               | 3:01            |                 |
| Card Preliminare (ESPN+) |                        |                 |                 |                     |                                         |                 |                 |                 |
|                          | Pesi piuma             | Bryce Mitchell  | batte           | Bobby Moffett       | Decisione unanime (29-28, 29-28, 29-28) | 3               | 5:00            | FOTN            |
|                          | Pesi gallo             | Marlon Vera     | batte           | Frankie Saenz       | KO tecnico (pugni)                      | 1               | 1:25            |                 |
|                          | Pesi mosca femminili   | Jennifer Maia   | batte           | Alexis Davis        | Decisione unanime (29-28, 29-28, 29-28) | 3               | 5:00            |                 |
|                          | Pesi paglia femminili  | Randa Markos    | batte           | Angela Hill         | Sottomissione (armbar)                  | 1               | 4:24            | POTN            |
|                          | Pesi gallo             | Chris Gutierrez | batte           | Ryan MacDonald      | Decisione unanime (30-27, 30-27, 30-27) | 3               | 5:00            |                 |
|                          | Pesi mosca             | Jordan Espinosa | batte           | Eric Shelton        | Decisione unanime (29-28, 30-27, 30-27) | 3               | 5:00            |                 |

## Premi
I lottatori premiati ricevettero un bonus di 50.000 dollari.
Legenda:
- FOTN: Fight of the Night (vengono premiati entrambi gli atleti per il miglior incontro dell'evento)
- POTN: Performance of the Night (viene premiato il vincitore per la migliore performance dell'evento)